# Worcester College
El Worcester College es uno de los colleges que constituyen la Universidad de Oxford en Inglaterra. Su predecesor fue una institución de aprendizaje desde finales del siglo XIII, aunque el actual college no se fundó hasta el siglo XVIII. En 2006, el Worcester tuvo un presupuesto estimado en 32 millones de libras.

## Edificios y terrenos
Los edificios son muy diversos, especialmente en el patio principal, a la derecha hay un impresionante edificio de estilo neoclásico; y a la izquierda hay una fila de casas medievales que se encuentran entre los más antiguos edificios residenciales de Oxford. Estas casas pertenecieron al Gloucester College, el antecesor del Worcester: era un college para monjes benedictinos, fundado en 1283 y disuelto durante la disolución de los monasterios alrededor de 1539.
Tras un lapso de 20 años, los edificios del antiguo Gloucester college fueron usados en la fundación del Gloucester Hall, alrededor de 1560. En 1714, gracias a una gran aportación económica de un barón de Worcestershire, Thomas Cookes, el Gloucester Hall se transformó en el Worcester College. Incluso entonces, sólo hubo fondos suficientes para reconstruir la Capilla, el Comedor y la Biblioteca y el lado norte del Patio Principal, conocido como la Terraza. Los diseños fueron hechos por George Clarke, quién consultó a Nicholas Hawksmoor.
En 1736, Clarke dejó generosamente al college su gran colección de libros y manuscritos. Estos incluían los papeles de su padre William Clarke (que son muy importantes para la historia de Inglaterra durante el período de la Commonwealth y el Protectorado) y un gran conjunto de dibujos de Íñigo Jones.
Debido a la falta de fondos, el programa de edificios del siglo XVIII del Worcester se llevó a cabo a duras penas. El final oriental de la Terraza y la residencia del rector fueron añadidas entre 1773 y 1776. Las casas medievales iban a ser sustituidas por casas clásicas, pero sobrevivieron debido a que nunca hubo dinero para llevar a cabo ese proyecto; el Comedor y la Capilla, de James Wyatt, no se completaron hasta la década de 1770.
En años más recientes muchos nuevos bloques de edificios residenciales para pregraduados y postgraduados han sido añadidos, gracias en parte a una serie de generosas aportaciones económicas. Las últimas de estas ampliaciones son el Edificio Earl, el Sainsbury, el Linbury, el Canal y el Ruskin Lane (todos para pregraduados); y el Edificio Franks para postgraduados.

### La Capilla
La Capilla del college fue construida en el siglo XVIII. George Clarke, Henry Keene y James Wyatt fueron los responsables de la construcción durante las diferentes etapas de su larga construcción (desde 1720 hasta 1791), debido a recortes en el presupuesto. Las columnas y pilastras interiores, la cúpula y el delicado enyesado con motivos florales son obra de Wyatt. Su interior clásico no era lo suficientemente enfático para los gustos de los eclesiásticos victorianos, y entre 1864 y 1866 la capilla fue redecorada por William Burges. Es muy inusual y está muy decorada; el color predominante es el rosa; los bancos están decorados con relieves de animales entre los que se encuentran canguros y ballenas, y las paredes están rigurosamente coloreadas, y los frescos incluyen dodos y pavos reales. Las vidrieras iban a ser diseñadas por John Everett Millais, pero Burges rechazó sus diseños y se los confió a Henry Holiday. Oscar Wilde dijo sobre la capilla, “Como decorativa y preciosa pieza de arte es perfecta, y las ventanas son muy artísticas”.

### El comedor
Burges también empezó la redecoración del comedor en 1877, pero los trabajos quedaron inacabados a su muerte, y, a principios de la década de 1970, los diseños de Wyatt fueron restaurados.

## Destacados antiguos alumnos
- Richard Adams
- Perry Anderson
- Bill Bradley
- Alastair Burnet
- Peter Clift
- Andrew Cockburn
- Russell T Davies
- John de Feckenham (Gloucester College)
- John Hood, Vicerrector, Universidad de Oxford
- Elena Kagan, Decano de la Harvard Law School
- Toby Litt
- Richard Lovelace (Gloucester Hall)
- John Cecil Masterman
- Glyn Maxwell
- William Neil McKie, antiguo organista de la Abadía de Westminster
- Roy Meadow
- John Michuki
- Alastair Morton
- Rupert Murdoch
- Steven Norris
- Rachel Portman
- Herbert Murrill
- Thomas de Quincey
- Tim Razzall, Baron Razzall
- John Sainsbury
- Anne-Marie Slaughter, Decana de la Escuela Woodrow Wilson de Relaciones Públicas e Internacionales en la Universidad de Princeton
- Laura Solon
- Plum Sykes
- Emma Watson
- Woodrow Wyatt